# 我们是我们的山
我们是我们的山（Menk' enk' mer sarerə），坐落在阿塞拜疆漢肯德北部阿斯克兰大道旁边小山上的一座大型纪念性雕塑。

## 名字
该雕塑的名字在亚美尼亚语中是（Menk' enk' mer sarerə），直译为“我们是我们的山”。另外它也被称为“奶奶和爷爷”，在东亚美尼亚语中作（Tatik u Papik），在西亚美尼亚语中作（Mamig yev Babig）。

## 描述
该雕塑由苏联亚美尼亚族雕塑家、亚美尼亚苏维埃社会主义共和国人民艺术家谢尔盖·巴格达萨良于1967年创作，高2.50米，左右宽2.40米，重约300千克，材质为红色的火山凝灰岩。雕塑是由岩石凿出的代表卡拉巴赫山区人民的一对老年农民夫妇的半身像。，两人佩戴着阿勒山山区的传统头饰，男性老人留着大胡子，女性老人则按当地传统用头巾遮住了嘴巴。两人似乎肩靠着肩，他们象征了当地人民不屈的精神。这个雕塑并没有基座，两个半身像的头部直接放置在了地上。1968年，参加落成典礼的巴库官员曾询问过雕塑中的两个人为什么没有腿，作者的回答是“因为他们深深植根于自己的土地。”
漢肯德曾為1991年苏联解体前夕宣告独立的未被普遍承认的阿爾察赫共和國首都斯捷潘納克特，該雕塑是该国和该国山区人民的象征。阿爾察赫一般被认为是阿塞拜疆的一部分，但其主要居民都是亚美尼亚人。。2023年阿塞拜疆向阿爾察赫發動進攻，阿爾察赫共和國解散，引發外界擔憂阿塞拜疆是否會拆除此雕塑。

## 图像的应用
该雕塑被认为是纳戈尔诺-卡拉巴赫的亚美尼亚族文化遗产，其图像是纳戈尔诺-卡拉巴赫共和国国徽和斯捷潘納克特市徽的构成部分。